# Hansi Staël von Holstein
Hanna (Hansi) Ilona Emilia Staël von Holstein, född 28 mars 1913 i Budapest, död 29 december 1961 i Lissabon, var en målare, grafiker och keramiker. 
Hon var dotter till Robert Lenard och Ilona Hoffmann och gift första gången 1938–1950 med köpmannen Jacob Oscar Didrik Staël von Holstein och andra gången från 1951 med kemisten Herbert Courtney Bryson. Efter studier vid konstakademien i Wien 1928–1932 och konstakademien i Budapest företog hon fram till 1938 studieresor i Italien, Frankrike, England och Tyskland. Efter sin vigsel 1938 var hon bosatt i Sverige fram till 1946 då hon definitivt bosatte sig i Portugal under sin tid i Sverige arbetade hon bland annat som illustratör av böcker och tidskrifter samt skapade mönster för textilier. Hon grundade keramikverkstaden Studio Secla 1950 och var en del av gruppen portugisiska keramiker som medverkade vid International Ceramics Exhibition i Cannes 1955. Under åren 1948–1960 ställde hon ut separat ett tiotal gånger i Portugal och i Sverige ställde hon ut separat på Bonniers 1946 och tillsammans med Alfred Kornberger på Sturegalleriet 1959. Hon medverkade i en utställningen Groupo do Gravura på Göteborgs konstmuseum 1958 och i samlingsutställningar i bland annat Zürich, Madrid, Rom, Tokio, São Paulo och Paris. Vid keramikbiennalen i Cannes 1956 tilldelades hon en guldmedalj. Hennes konst består av figurmotiv, porträtt, landskapsskildringar men från mitten av 1950-talet arbetade hon mest med grafik, keramik, muralmålning och kyrkfönster. Staël von Holstein är representerad vid Museo do Gulbenkian, Collecoes do Gravura i Lissabon, Museu do Chiado, José Malhoa museum och Caldas da Rainha.  